# BELEXline
Le BELEXline est l'un des trois indices de la Bourse de Belgrade. Il mesure l'évolution des actions d'entreprises serbes de référence.

## Évolution de l'indice
La valeur de base du BELEXline a été fixée à 1 000 points le 30 septembre 2004. Le 14 février 2014, l'indice se situait à 1 117,59 points. L'indice a atteint son niveau le plus élevé, soit 5 007,34 points, le 3 mai 2007 et son niveau le plus bas, soit 841,99 points le 1er avril 2009. Le 14 février 2014, la capitalisation boursière des entreprises du BELEXline s'élevait à 300 046 301 002 RSD, soit 2 595 534 898 EUR

## Composition
La liste des sociétés entrant dans l'indice BELEXline est révisée périodiquement. Lors de la révision du 31 décembre 2015, la composition était la suivante :
| Entreprise                  | Secteur                                                | Symbole | Poids (%) |
| --------------------------- | ------------------------------------------------------ | ------- | --------- |
| Aerodrom Nikola Tesla       | Transport aérien                                       | AERO    | 10,00     |
| Energoprojekt holding       | Construction                                           | ENHL    | 10,00     |
| Komercijalna banka          | Banque                                                 | KMBN    | 10,00     |
| NIS                         | Compagnie pétrolière                                   | NIIS    | 10,00     |
| Galenika Fitofarmacija      | Produits chimiques                                     | FITO    | 8,33      |
| Soja protein                | Agroalimentaire                                        | SJPT    | 6,61      |
| AIK banka                   | Banque                                                 | AIKB    | 6,48      |
| Metalac                     | Petit matériel                                         | MTLC    | 5,42      |
| Alfa plam                   | Industrie manufacturière                               | ALFA    | 4,62      |
| Imlek                       | Agroalimentaire                                        | IMLK    | 4,44      |
| Messer Tehnogas             | Matériaux                                              | TGAS    | 4,33      |
| Jedinstvo Sevojno           | Construction                                           | JESV    | 2,65      |
| Jubmes banka                | Banque                                                 | JMBN    | 2,39      |
| Planinka                    | Industrie touristique                                  | PLNN    | 2,28      |
| Energoprojekt Entel         | Études et conseil dans le domaine de l'énergie         | EPEN    | 1,78      |
| Bambi Požarevac             | Agroalimentaire                                        | BMBI    | 1,77      |
| Goša montaža                | Construction - Industrie manufacturière                | GMON    | 1,00      |
| Planum GP                   | Construction                                           | PLNM    | 0,96      |
| Veterinarski zavod Subotica | Pharmacie vétérinaire                                  | VZAS    | 0,89      |
| KBM banka                   | Banque                                                 | CYBN    | 0,68      |
| Vital                       | Agroalimentaire                                        | VITL    | 0,63      |
| Čačanska banka              | Banque                                                 | CCNB    | 0,62      |
| Dunav osiguranje            | Assurances                                             | DNOS    | 0,55      |
| Lasta                       | Transport                                              | LSTA    | 0,50      |
| Impol Seval                 | Métallurgie                                            | IMPL    | 0,41      |
| Montinvest                  | Construction                                           | MOIN    | 0,36      |
| TE-TO                       | Agroalimentaire                                        | TETO    | 0,33      |
| Energoprojekt industrija    | Construction d'installations industrielles et d'usines | EPIN    | 0,32      |
| Voda Vrnjci                 | Boissons                                               | VDAV    | 0,28      |
| Kopaonik                    | Matériaux de construction                              | KOPB    | 0,18      |
| Tigar                       | Pneumatiques                                           | TIGR    | 0,18      |
| Globos osiguranje           | Assurances                                             | GLOS    | 0,17      |
| Energomontaža               | Construction                                           | EGMN    | 0,14      |
| Agrobačka                   | Agriculture                                            | AGBC    | 0,13      |
| Albus                       | Industrie chimique                                     | ALBS    | 0,11      |
| Progres                     | Commerce                                               | PRGS    | 0,10      |
| Banini                      | Agroalimentaire                                        | BNNI    | 0,09      |
| Valjaonica bakra Sevojno    | Métallurgie                                            | VBSE    | 0,07      |
| Industrijske nekretnine     | Immobilier                                             | INNK    | 0,07      |
| Institut za strane jezike   | Enseignement des langues étrangères                    | INSJ    | 0,06      |
| Radijator                   | Industrie manufacturière                               | RDJZ    | 0,04      |
| Nova Budućnost              | Agriculture                                            | NVBD    | 0,03      |

## À vérifier et à recycler
| Entreprise                  | Secteur                                 | Symbole | Poids (%) |
| --------------------------- | --------------------------------------- | ------- | --------- |
| Mlekara Subotica            | Agroalimentaire                         | MLSU    | 0,89      |
| Zvezda-Helios               | Industrie chimique                      | ZVHE    | 0,88      |
| Luka Dunav                  | Transport et logistique                 | LKDN    | 0,41      |
| Energoprojekt Visokogradnja | Construction                            | EPVI    | 0,29      |
| BIP                         | Boissons                                | BIPB    | 0,25      |
| Simpo                       | Industrie du meuble - Agroalimentaire   | SMPO    | 0,23      |
| Goša FOM                    | Construction - Industrie manufacturière | GFOM    | 0,17      |
| Trgovina 22                 | Distribution                            | DCMB    | 0,13      |
| Elektrotehna                | Appareillage électrique et électronique | ELTN    | 0,07      |
| Interšped                   | Transport et logistique                 | ITSP    | 0,07      |